# Marine Feldjagdstaffel Nr. III
Marine Feldjagdstaffel Nr. III – (MFJ III) – wyspecjalizowana niemiecka jednostka lotnictwa morskiego Luftstreitkräfte z okresu I wojny światowej.
Eskadra została utworzona 23 czerwca 1918 roku w Jabbecke we Flandrii Zachodniej pod dowództwem porucznika marynarki Brockhoffa. Jednostka została utworzona z pilotów Marine Feldjagdstaffel Nr. I i Marine Feldjagdstaffel Nr. II. Pierwsze zwycięstwo jednostka odniosła już 30 czerwca 1918 roku.
Kiedy 2 września 1918 roku został utworzony Marine Jagdgeschwader dowództwo nad nim powierzono ówczesnemu dowódcy eskadry morskiej MFJ I porucznikowi Gotthardowi Sachsenbergowi, a III eskadra morska weszła w jego skład.
Eskadra morska używała między innymi samolotów Pfalz D.III oraz Fokker D.VII.
MFJ III w całym okresie wojny odniosła ponad 18 zwycięstw. Jej straty wynosiły co najmniej 1 zabity w walce, 2 rannych w tym jeden w czasie bombardowania lotniska eskadry.
Łącznie przez jej personel przeszło 2 asów myśliwskich: Hans Goerth (7), Eduard Blaas (4).

## Dowódcy dywizjonu
| Stopień   | Nazwisko  | Okres                   |
| --------- | --------- | ----------------------- |
| Porucznik | Brockhoff | 23.06.1918 – 11.11.1918 |